# 4659 Roddenberry
4659 Roddenberry је астероид главног астероидног појаса чија средња удаљеност од Сунца износи 2,370 астрономских јединица (АЈ).
Апсолутна магнитуда астероида је 14,7.